# Ретје
Ретје (словен. Retje) је насељено место у општини Лошки Поток, регија Југоисточна Словенија, Словенија.

## Историја
До територијалне реорганизације у Словенији биле су у саставу старе општине Рибница.

## Становништво
У попису становништва из 2011. године, Ретје је имало 436 становника.
| Број становника према пописима | Број становника према пописима | Број становника према пописима |
| ------------------------------ | ------------------------------ | ------------------------------ |
| 1991                           | 2002                           | 2011                           |
| 465                            | 436                            | 436                            |